# 久地円筒分水
久地円筒分水（くじえんとうぶんすい）は、神奈川県川崎市高津区久地一丁目にあり、二ヶ領用水の水を下流の各地域へ正確に分けるために造られた分水樋である。二ヶ領用水久地円筒分水（にかりょうようすいくじえんとうぶんすい）とも称する。国の登録有形文化財に登録されている。

## 概要と現状
上河原・宿河原の堰で多摩川から取水した二ヶ領用水は、久地（現在の久地駅付近）で一旦合流し、ここで（西から順に）根方堀、川崎堀、六ヶ村堀、久地・二子堀の 4方向へ分岐する。そのために、直径16 m の円筒外周部（長さ約 50.265 m）を、その各用水路の灌漑面積に応じた比率（7.415 m : 38.471 m : 2.702 m : 1.675 m）に区切って水を正確に分け流すための施設である。
1941年（昭和16年）の建造当時としては画期的な技術が投入されて造られたことから、現在は国の登録有形文化財として、本流の二ヶ領用水とともに川崎市建設緑政局により管理・保存されている。
下流の二ヶ領用水沿いも今ではすっかり住宅地と化し、ここ円筒分水もカルガモやムクドリ、オナガなどの野鳥が集まり、春には桜が彩りを添え、二ヶ領用水へ散策に訪れた人々や近隣住民、野鳥達が集うのどかな憩いの場となっているが、当時このような高度な技術を投入してまでも精巧な分水樋が造られたことは、多摩川の扇状地であるこの辺り一帯がかつては肥沃な田園地帯であったとともに、水にまつわる争いが絶えなかったことを今に伝えている。

## かつての分量樋
円筒分水が築かれる前は、ここから分岐する 4方向へ、その二ヶ領用水の水を流域耕地面積に応じて分けるための「久地分量樋」（くじぶんりょうひ）が江戸時代中期に築かれ、その分量樋を洪水から護るための水量調整施設「久地大圦樋」（くじおおいりひ）とともに、改修されながら使われていた。しかしその後も水量をめぐる争いが絶えず、より正確な分水を求めて現在の円筒分水が築かれ、また同時期に余剰の水を新平瀬川に流す施設も造られたことから、上記の各施設はその役目を終えた。
なお、かつての分量樋の遺構は残っていないが、円筒分水より少し上流の二ヶ領用水沿いに「二ヶ領用水久地分量樋跡」の碑が建てられている。

## 周辺
- 二ヶ領用水 - 円筒分水より下流（溝口方面）に枝垂れ桜、上流の久地駅より先から宿河原堰までの間に桜並木があり、春には散策に訪れる人が増えている。そのため最寄駅の武蔵溝ノ口駅・溝の口駅より二ヶ領用水経由で久地円筒分水への案内板が設置されている。
- 平瀬川 - 津田山（七面山）を貫通して造られた新しい流路（新平瀬川と呼ばれる）と二ヶ領用水が円筒分水の手前で合流しているが、円筒分水へ流れ込む水は合流点手前に設けられた堰で取水されているため、平瀬川の水が流れ込むことはない。
- 久地神社、成田山久地不動尊
- 津田山（七面山）
- 府中街道
- 久地梅林

### 公共交通
- 川崎市営バス - 新平瀬橋バス停より徒歩1分（時刻案内）
  - 溝06 井田営業所 - 第三京浜入口 - 溝口駅前 - 新平瀬橋 - 向丘遊園駅南口
  - 溝06 井田営業所 - 第三京浜入口 - 溝口駅前 - 新平瀬橋 - 登戸駅
- 東急バス - 新平瀬橋バス停より徒歩1分（時刻案内）
  - 向02 二子玉川駅 - 高津営業所 - 新平瀬橋 - 向ヶ丘遊園駅南口
- 東急電鉄田園都市線・大井町線 - 溝の口駅より徒歩約1.5km（途中案内表示あり）
- 東日本旅客鉄道南武線 - 津田山駅より徒歩約1.2km（途中案内表示あり）